# Tănăsoaia
Tănăsoaia – wieś w Rumunii, w okręgu Vrancea, w gminie Tănăsoaia. W 2011 roku liczyła 338
mieszkańców.